# Mural del Palau de Congressos de Madrid
El Mural del palau de congressos de Madrid és un mural de rajoles de ceràmica dissenyat per l'artista català Joan Miró i realitzat el 1980 per Joan Gardy Artigas per a la façana del Palau de Congressos de Madrid, a Espanya. El mural, que comprèn 10.000 rajoles, fa 59,5 metres d'ample i 9,5 metres d'alt, aproximadament uns 600 metres quadrats.

## Història
El Ministerio de Cultura va encarregar a Joan Miró la realització d'un mural per a decorar la façana principal del Palau de Congressos de Madrid, per a crear un reclam internacional per al centre. Joan Miró va enviar un esbós al llavors ministre, Manuel Clavero, que el va presentar a premsa el 31 de juliol de 1979, en un acte en el qual va participar Rafael Alberti, entre altres personalitats destacades.
L'esbós era una pintura sobre paper amb colors molt vius, i es va incorporar al fons del Museu d'Art Contemporani de Madrid. Aquesta obra, un guaix de 103,5 × 579,5 cm, es conserva al fons del Museu Reina Sofia.

### Construcció
L'obra es va dur a terme durant l'estiu de 1980. El Ministerio de Cultura va pagar 10 milions de pessetes a Miró per l'esbós i 17 milions més per a la realització del projecte, dirigit per l'arquitecte Pablo Pintado y Riba. Era previst completar la construcció el 30 d'agost de 1980, però es va acabar fins i tot una mica abans, a mitjan agost. Es va inaugurar el novembre de 1980, amb motiu de la Conferencia Europea de Seguridad y Cooperación, hereva de la Conferència de Hèlsinki.

### Conservació
El 1987 es va restaurar el mural, per netejar-ho i reemplaçar les peces que es trobessin en mal estat. El mural havia sigut construït sobre uralita i enganxat amb una pega feta a base de silicona que no havia resistit bé el pas del temps. La intervenció va costar 7 milions de pessetes, segons informe de l'arquitecte Ignacio Gárate Rojas, encarregat del projecte. L'informe analitzava que l'obra no s'havia destrossat per complet perquè tenia una certa reclinació, que havia evitat que desprenguessin totes les peces. El projecte de restauració es va allargar uns tres mesos.
El Palau de Congressos de Madrid es va tancar a la darreria de 2012 per problemes de seguretat, fet que afecta a la futura conservació de l'obra.

## Descripció
El Muralés a la façana de l'edifici de l'Avinguda del General Perón. L'obra està formada per 10.000 peces de 20 per 30 centímetres que cobreixen una superfície d'uns sis-cents metres quadrats. L'obra té un marcat to colorista, amb el qual Miró va intentar combatre un espai excessivament gris. Está signat «Miró / J. Gardy Artigas.» a la part inferior dreta.